# Network Attached Storage
Network Attached Storage (NAS, englisch für netzgebundener Speicher) bezeichnet einfach zu verwaltende Dateiserver. Allgemein wird ein NAS eingesetzt, um ohne hohen Aufwand unabhängige Speicherkapazität in einem Rechnernetz bereitzustellen.

## Begriffsklärung, Definition

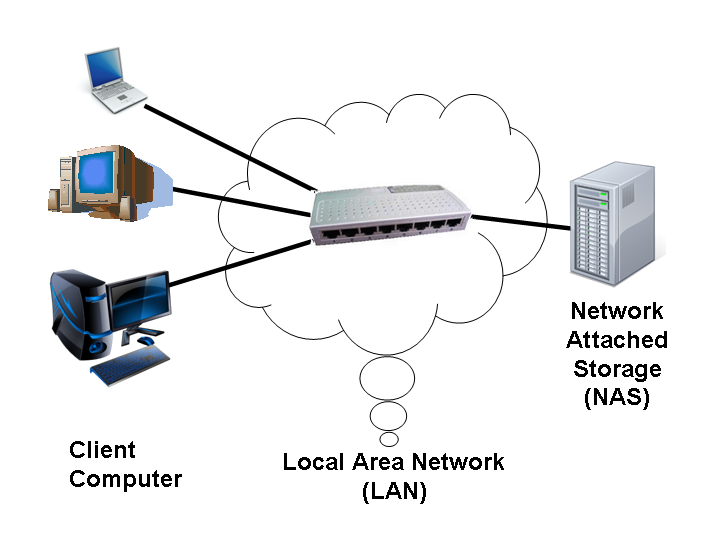
Rechnernetz mit NAS

Heutige Personal Computer (PCs) verfügen normalerweise über einen Festplattenspeicher, der direkt in das Gehäuse des Computers eingebaut ist, und legen dort ihre Verzeichnisse und Dateien ab. Man spricht von lokalem Speicher (Local Storage), der im Regelfall nur den Nutzern zur Verfügung steht, die unmittelbar am Computer arbeiten.
Soll ein Festplattenspeicher mit den darauf abgelegten Dateien netzweit zur Verfügung stehen, also von allen Rechnern des Netzwerks erreichbar sein, muss das Speichersystem zunächst direkt an das Netzwerk angeschlossen sein und zusätzlich Übertragungsprotokolle beherrschen, welche die Dateien auf diesem Speicherplatz im angebundenen Computernetz zur Verfügung stellen. Diese Funktionalität wird durch dateibasierte Netzwerkprotokolle wie SMB und NFS oder blockbasierte Netzwerkprotokolle wie iSCSI und FCoE bereitgestellt. Man spricht dann von einem „Speicher, der an ein Netz angeschlossen ist“, also Network Attached Storage oder kurz NAS. NAS-Systeme werden also direkt am Netzwerk angeschlossen und arbeiten autonom, d. h. ohne einen dedizierten PC oder Server zu benötigen. Die Dateisysteme des NAS, also alle dort angelegten Dateien und Verzeichnisse, erscheinen auf dem Zielsystem wie eine eingebundene Freigabe beziehungsweise ein lokales Dateisystem.
NAS-Systeme im engeren Sinne sind Serverdienste, die den über einen Netzwerkdienst angeschlossenen Clients betriebssystemabhängig einsatzbereite Dateisysteme zur Verfügung stellen. Dies grenzt den Dienst von Direct Attached Storage (DAS) und Storage Area Network (SAN) ab. NAS-Systeme im weiteren Sinne, wie sie in der Praxis angeboten werden, stellen zentralen Speicherplatz auf Disk-Arrays sowohl mit dateibasiertem als auch mit blockbasiertem Zugriff über das allgemeine Netzwerk zur Verfügung. Das allgemeine Netzwerk ist in der Regel das Ethernet-basierte LAN, zunehmend auch WLAN.

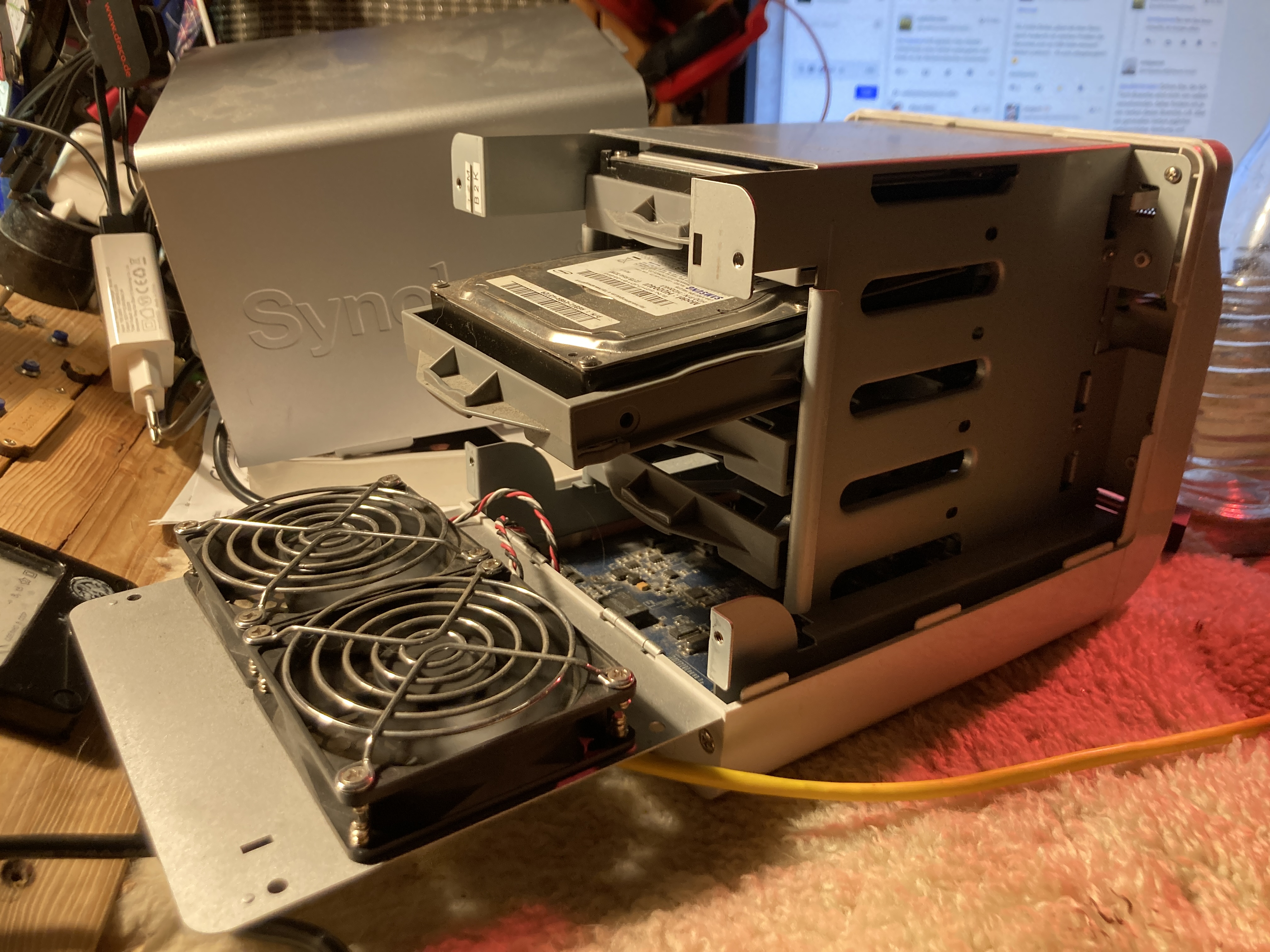
Geöffnete NAS, Synology 413j, Rückansicht mit herausgezogenem Festplattentray

### Vorteile eines dedizierten NAS-Systems
EnergieverbrauchNAS-Systeme weisen im Vergleich zu herkömmlichen PC-Systemen einen deutlich geringeren Stromverbrauch auf.
DateizugriffNAS können große Datenmengen bewältigen und mehreren Benutzern gleichzeitig Zugriff auf Daten gewähren. Durch den Einsatz leistungsfähiger Festplatten und Caches werden auch umfangreiche Datenmengen dem Benutzer schnell zugänglich gemacht. Professionelle NAS-Lösungen sind für die Konsolidierung von Dateidiensten in Unternehmen geeignet. Hochperformante, redundante und ausfallsichere NAS-Lösungen stellen eine Alternative zu traditionellen Windows/Linux/Unix-Dateiservern dar. Um die Datensicherung großer NAS-Umgebungen zu vereinfachen, unterstützen die meisten Geräte dieser Klasse das Network Data Management Protocol. Alternativ kann ein NAS auch als Sicherungslösung für vorhandene Computer herangezogen werden.
Datensicherheit / ÜbertragungsgeschwindigkeitNAS-Systeme können mit mehreren Festplatten ausgestattet werden, die zu einem logischen Volume in einem RAID zusammengefasst werden können. Ab 2 Festplatten ermöglicht das eine höhere Kapazität, Sicherheit oder Geschwindigkeit. Vor allem in Bezug auf den verwendeten Festplattentyp gibt es Unterschiede. Sogenannte NAS-Festplatten sind im Gegensatz zu DAS-Festplatten auf Dauerbetrieb ausgelegt bzw. konstruiert. In hochwertigen NAS werden seit etwa 2010 auch SSD-Laufwerke verwendet, was nochmals die Übertragungsraten und Ausfallraten verbessert.

## Funktionen

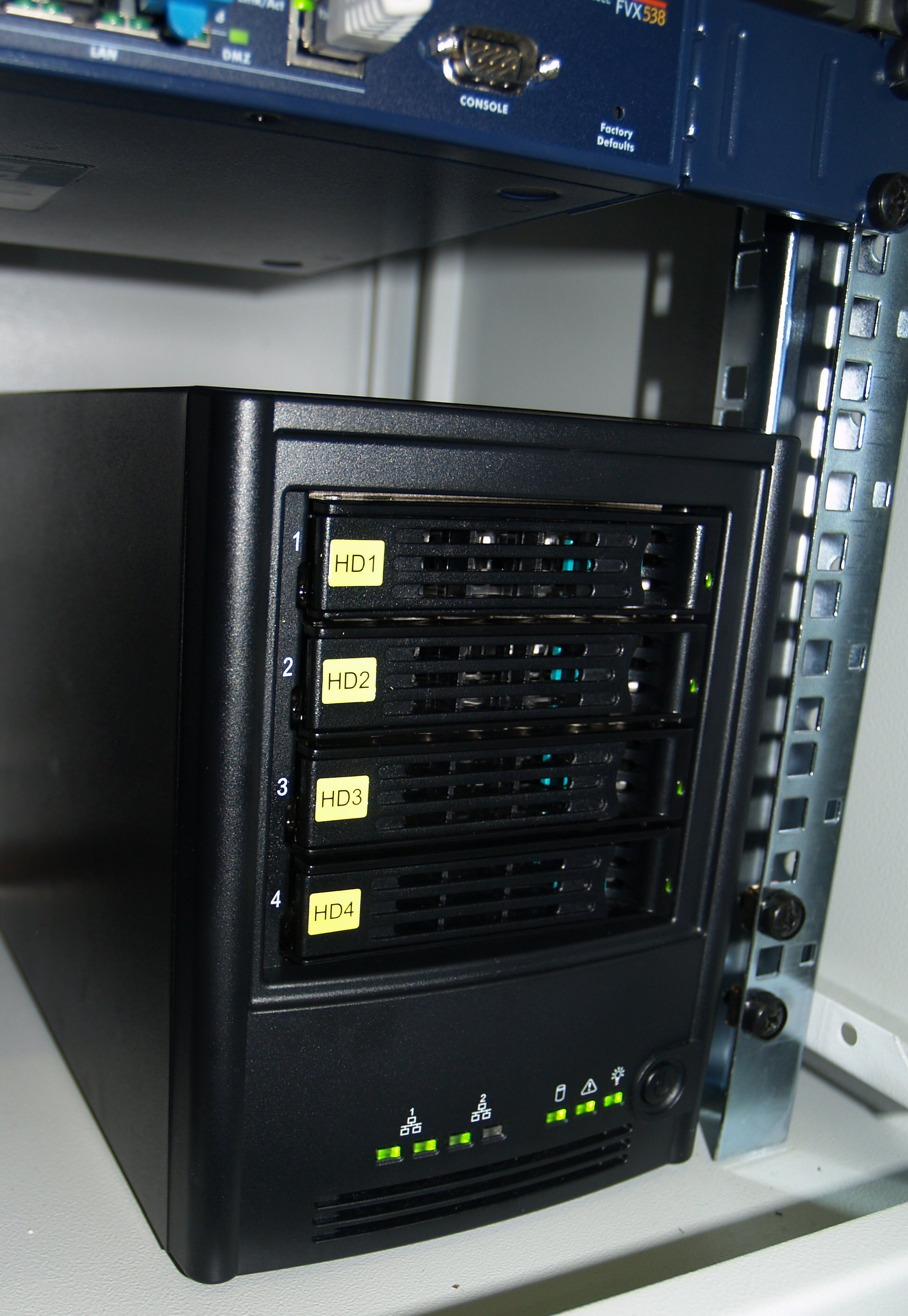
NAS von Intel (2007)

Ein NAS stellt im Allgemeinen Dateiserver-Funktionen bereit. Darunter wird der über ein lokales Netz erfolgende Nutzer-Zugriff auf Dateien verstanden. Vor allem beim Einsatz im professionellen Umfeld müssen die Systeme in der Lage sein, Zugriffsrechte (ACL) für im Netz eingetragene Nutzer zu berücksichtigen (Datenschutz). Ein häufiges Erscheinungsbild sind persönliche Daten, die nur einem Nutzer zugänglich sind, oder Gruppendaten, die für Gruppen aus mehreren Nutzern zugänglich sind.
Ein NAS stellt somit weitaus mehr Funktionen bereit, als nur einem Computer Speicher über das Netz zuzuweisen. Deshalb ist ein NAS im Unterschied zu Direct Attached Storage immer entweder ein eigenständiger Computer (Host) oder ein virtueller Computer (Virtual Storage Appliance, kurz VSA) mit eigenem Betriebssystem. Viele Systeme verfügen über RAID-Funktionen, um Datenverlust durch Defekte vorzubeugen und/oder Übertragungsgeschwindigkeiten zu erhöhen. Dateibasierte Dienste wie NFS oder SMB/CIFS stellen die Kernfunktion dar. Einige umfangreichere NAS-Implementierungen wie FreeNAS, OpenMediaVault oder Openfiler beherrschen zusätzlich blockbasierte Datenzugriffe, wie sie bei DAS oder SAN üblich sind, und bieten hierfür eine iSCSI-Implementierung. Diese Funktionsvielfalt wird häufig auch im Begriff Filer zusammengefasst.
Für den Einsatz in kleinen Heim- und sogenannten SoHo-Netzen wurde auch Network Direct Attached Storage mit zusätzlichen Funktionen entwickelt, die über den Begriff des Filers hinausgehen, zum Beispiel Druckerserver. Einige dieser Funktionen sind jedoch auf kleine Netze mit wenigen Computern begrenzt, da je nach System spezielle Gerätetreiber auf jedem verbundenen Computer nötig sind.

## Schnittstellen
Die Verbindung zu NAS-Systemen wird heute üblicherweise über Ethernet und TCP/IP hergestellt. Durch den dabei auftretenden TCP/IP-Protokoll-Overhead und Bandbreitenprobleme in der Vergangenheit ergab sich eine etwas geringere Eignung für abgesetzte Massenspeicher auf Betriebssystem-Ebene, so dass man SQL-Server und ähnlich performancehungrige Server nicht auf NAS-basiertem Speicher installierte (vgl. Storage Area Network). Diese Einschränkungen gelten für moderne NAS-Vertreter nicht mehr.
Die Architektur von NAS ermöglicht gleichzeitige Mehrfachzugriffe auf Daten unter Nutzung der entsprechenden Schnittstellen. Softwarearchitekturen wie SAP, die gleichzeitige Mehrfachzugriffe auf Dateien bedingen, bedürfen daher zumindest teilweise der Nutzung von NAS-Implementierungen. SAN-Technologie kann derartige Zugriffe nicht korrekt gewährleisten, was bei Nichtbeachtung zu Fehlern auf den konsumierten Dateisystemen führen kann.
Insbesondere NAS-Systeme, die nicht für den Unternehmens-, sondern für den Heim- bzw. SoHo-Einsatz ausgelegt sind, lassen sich zumeist über eine Webschnittstelle einrichten und konfigurieren.